# Škoda Auto
 (juin 2016).
Si vous disposez d'ouvrages ou d'articles de référence ou si vous connaissez des sites web de qualité traitant du thème abordé ici, merci de compléter l'article en donnant les références utiles à sa vérifiabilité et en les liant à la section « Notes et références ».
Cet article concerne le constructeur automobile. Pour le constructeur ferroviaire, voir Škoda Transportation. Pour le conglomérat historique, voir Usines Škoda. Pour les autres significations, voir Škoda.
Škoda Auto, usuellement nommé Škoda (prononcé /ˈʃkoda/ en tchèque), est un constructeur automobile tchèque créé en 1895 sous le nom de Laurin & Klement et appartenant depuis 1991 au groupe allemand Volkswagen AG. Si le groupe industriel Škoda existe depuis 1869, la division automobile n’apparaît que plus de cinquante ans plus tard. Il faut attendre 1926 pour voir la première voiture de série avec le nom de la marque.

## Histoire

### L’ambitieux Emil Škoda

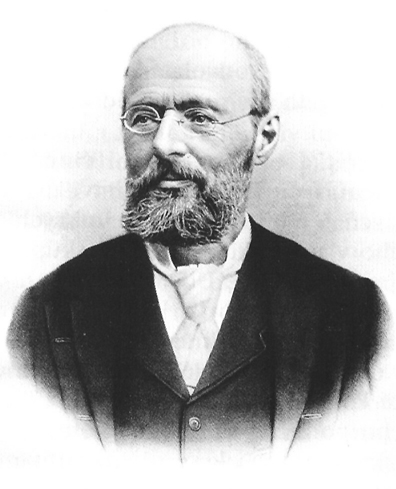
Portrait d’Emil Škoda.

Né en 1839 en Bohême, Emil Škoda se destine à faire des études d’ingénieur qu'il effectue dans la Confédération germanique. À son retour, il trouve un emploi dans une petite usine de machines dans sa ville natale de Plzeň. Il a alors 26 ans. Trois ans plus tard, l’ambitieux ingénieur décide de racheter l'entreprise et d’élargir considérablement ses secteurs de production (armement, etc.). Il dirige les quatre mille employés de l’usine jusqu’à sa mort en août 1900. Pendant la Première Guerre mondiale, l’entreprise vit de la production de matériel militaire, puis de machines-outils, de locomotives et de moteurs d’avions.

### Les premières automobiles Škoda
La division automobile voit le jour en 1919. Pendant sept ans, elle survit grâce à la production de camions. À la fin de l’année 1924, l’entreprise rachète au constructeur espagnol Hispano-Suiza la licence de son torpédo H6B, sorti en 1919. Cent à deux cents exemplaires seront construits entre 1926 et 1930. En 1925, Škoda rachète Laurin & Klement, l’un des trois grands constructeurs locaux de l’époque, fondé en 1895. L’usine de ce dernier, située dans la petite ville de Mladá Boleslav, servira donc de siège social à Škoda Auto. Après un déclin causé par la grande dépression, Škoda présente une nouvelle gamme de voitures dans les années 1930 qui différait sensiblement de ses réalisations précédentes. Un nouveau dessin de châssis central avec des suspensions indépendantes à quatre roues est développé sous la supervision de l'ingénieur en chef Vladimír Matouš. Il est modélisé suivant un système créé par Hans Ledwinka pour Tatra. D'abord présenté sur la Škoda 420 Standard en 1933, il aide à résoudre le problème de manque de rigidité à la torsion du châssis traditionnel.
Grâce à l’expérience de Laurin & Klement, la gamme Škoda se développe vite. En 1936, le constructeur devance désormais Tatra et Praga sur le marché tchèque. Avant la Deuxième guerre mondiale, Škoda compte quatre modèles à son catalogue : la Popular (995 et 1 089 cm3), la Rapid (1 564 et 2 199 cm3), la Favorit (1 802 et 2 091 cm3) et la limousine Superb (2 916 cm3, 3 137 cm3 et 3 991 cm3 pour le modèle à six cylindres).

### L’occupation, la guerre et la nationalisation
En 1939, l’armée allemande envahit la Bohême. Škoda se voit obligé de fabriquer du matériel militaire pour l’occupant, en plus de quelques voitures (un peu plus de 5 000 unités sont assemblées entre 1940 et 1944).
Le 9 mai 1945, l’usine est bombardée par la Luftwaffe (ou les alliés selon les sources), causant la perte de la quasi-totalité des archives,,.
Cinq mois plus tard, alors que les soviétiques occupent le pays, le gouvernement décide de nationaliser les entreprises de plus de 500 salariés, supprimant au passage toute concurrence. Škoda, comme Tatra et Aero, est évidemment concerné. C’est le début de 45 ans de production dictée par l’État.

### Les années florissantes (1945-1960)

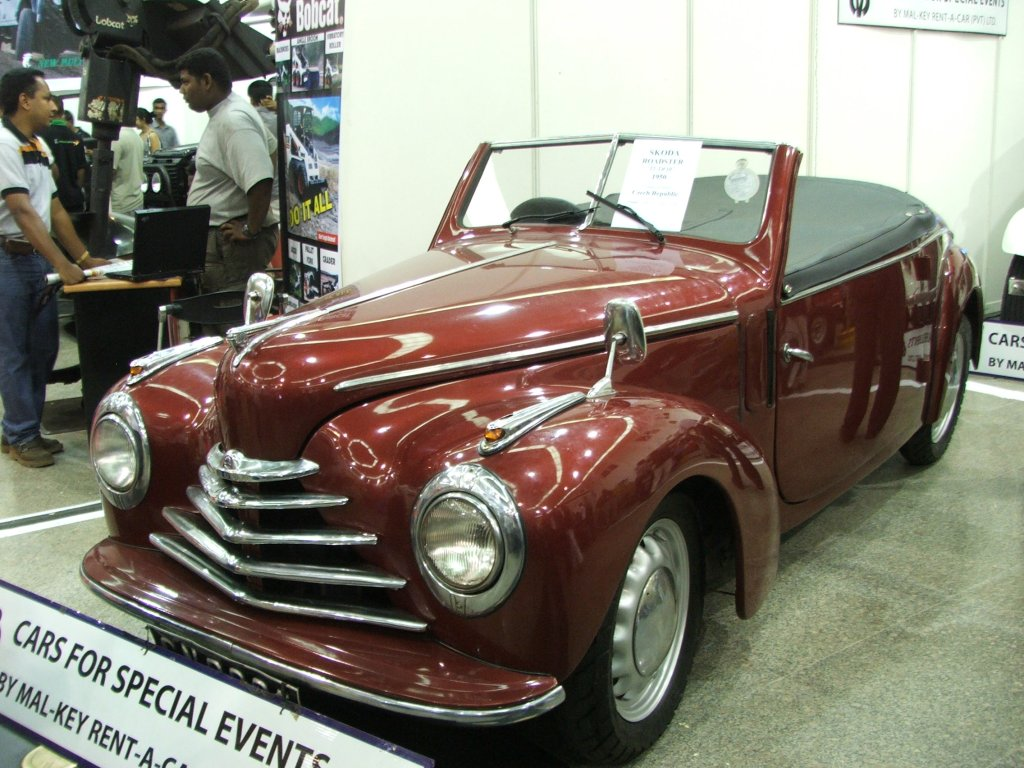
Škoda 1102 Cabriolet.

La production reprend à partir de 1946. Škoda ne propose d’abord que les anciennes Popular et Rapid (sans compter les 162 Superb produites jusqu’en 1949, uniquement destinées aux administrations). Mais l’usine réagit et présente la nouvelle 1101 à l’été 1946. Si sa face avant est redessinée dans le style de l’époque, cette voiture est en réalité une Popular OHV de 1944 dont le moteur atteint 32 ch (contre 30 auparavant). Des variantes break, ambulance et cabriolet seront également disponibles.
Deux ans plus tard, une 1102 modernisée est exposée au Salon de Paris. Sa version cabriolet sera essayée par André Costa en 1950, et s’en tirera avec les honneurs.
Entre-temps, les ingénieurs Škoda sont chargés de concevoir une limousine d’apparat, remplaçant la Superb. Cette VOS (initiales de vládní osobní speciál, « voiture spéciale pour le gouvernement » en tchèque), sera construite à 107 exemplaires par le carrossier Sodomka, entre 1950 et 1952.
Équipée d’un six cylindres 5.2 de 120 ch issu d’un camion Praga, cette limousine blindée de 4,5 tonnes atteignait 80 km/h.
De 1951 à 1952, l’usine de Mladá Boleslav construit près de 2 100 Tatra T600, le constructeur de Koprivnice agrandit son usine pour fabriquer davantage de camions.
En mars 1952, la vieille 1102 cède sa place à la 1200, une berline moyenne tout en rondeurs, développant 36 ch. Disponible en version break et fourgonnette, elle sera remplacée fin 1955 par une 1201 proche esthétiquement, mais d'une puissance de 45 ch. La berline disparaîtra du catalogue en 1958, les autres carrosseries lui survivront pendant trois ans.
L'impact du communisme se fait néanmoins ressentir lorsque, en 1953, les usines Škoda sont rebaptisées Staline jusqu'aux manifestations ouvrières de cette même année. Les ouvriers de Škoda détruisent, dans un mouvement iconoclaste, des portraits de Staline et du président de la République Klement Gottwald¹.
Afin d’offrir une voiture accessible à une plus large part de la population, Škoda lance en 1955 la 440 qui tire son nom de son moteur quatre cylindres de 40 ch. Claude Vogel, essayeur du journal l’Automobile, mesure une vitesse de pointe de 122 km/h et une consommation de 7,5 L/100 km lorsqu’il l’essaye en février 1958. Il la qualifie même de « sympathique et enthousiaste ».
Sa production limitée, la priorité donnée à l’exportation et son prix toujours trop élevé par rapport au niveau du pouvoir d'achat de la population ne permet pas à tous les Tchécoslovaques de s’en offrir une.
En 1957, la version 445 gagne 5 ch. On note l’apparition du sympathique cabriolet 450.
En mars 1959, Škoda dévoile à Genève la nouvelle Octavia, qui, une fois déclinée en cabriolet Felicia, remplace la 440.

### Une gamme jeune et dynamique (1960-1975)

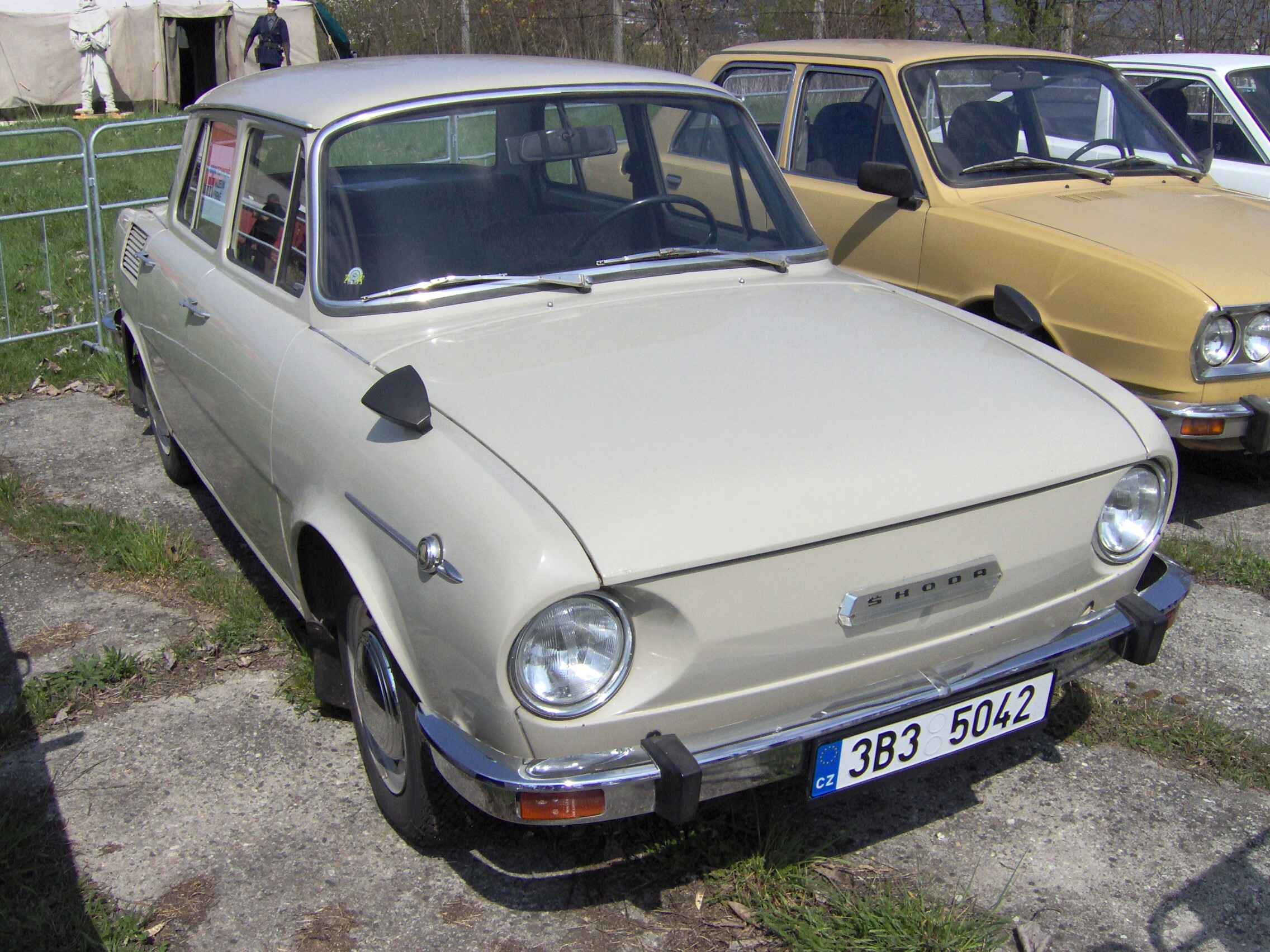
Škoda 100

Restylée plusieurs fois, l’Octavia, assemblée à Anvers, remportera un succès à l’exportation aux côtés de la Volvo Amazon. La production de la berline cesse en 1964 avec l’arrivée de la nouvelle Škoda 1000 MB, mais le break Kombi perdure jusqu’en 1971. En tout, Škoda aura produit près d’un demi-million de 440 et Octavia depuis 1955.
La 1000 MB (pour 1 000 cm3 et Mladá Boleslav) sort en septembre 1964 et se distingue de l’Octavia par sa technique de fabrication : utilisant des matériaux plus modernes, elle pèse 200 kg de moins que cette dernière. Nouvelle, cette voiture marque un tournant dans l’histoire de Škoda. Développant initialement 42 ch, son moteur, positionné à l'arrière' en gagnera six en 1968.
La 1000 MB est également la première Škoda à bénéficier de la nouvelle usine qui a nécessité l’intervention de 134 fournisseurs étrangers originaires de plus de 15 pays (dont Renault qui a fourni les machines-outils).
La gamme 1000 MB comptera dans ses rangs la MBX (un petit coupé de 52 ch), la MBG (une berline équipée de ce même moteur), et la MBT qui se veut d'un prix plus abordable.
En 1969, le visiteur du Salon de Belgrade découvrira même une version Rallye de 65 ch.
Enfin, la 1100 MB de 1967 apportera un nouveau moteur 1 100 cm3 de 52 ch. Les nouvelles 100 (moteur 1 000 cm3 de 48 ch) et 110 (1 100 cm3 de 52, puis 53 ch) sont dévoilées à la foire de Brno, en septembre 1969. Si le dessin change, la base technique n’évolue presque pas, le moteur restant à l’arrière.
D’ailleurs, l’usine fête la sortie de la 500 000e Škoda équipée d’un moteur arrière le 11 février 1970.
En septembre de la même année, Škoda présente la 110 R, un coupé dérivé de la 110, qui sera bientôt un succès en Europe de l’Ouest. Surnommé parfois « la Porsche de l’est », ce coupé 2+2 se contentait d’un modeste quatre cylindres de 62 ch, lui permettant d’atteindre les 100 km/h en 18,5 secondes et d'atteindre la vitesse de 145 km/h.
La carrière de la 110 prend fin en 1976 et celle de la 100 en avril 1977. Le coupé 110 R, qui n’a pas encore de successeur dans la nouvelle gamme, ne s’éteindra qu’en 1980, après avoir été produit à 56 902 exemplaires.

### Des voitures obsolètes (1975-1990)

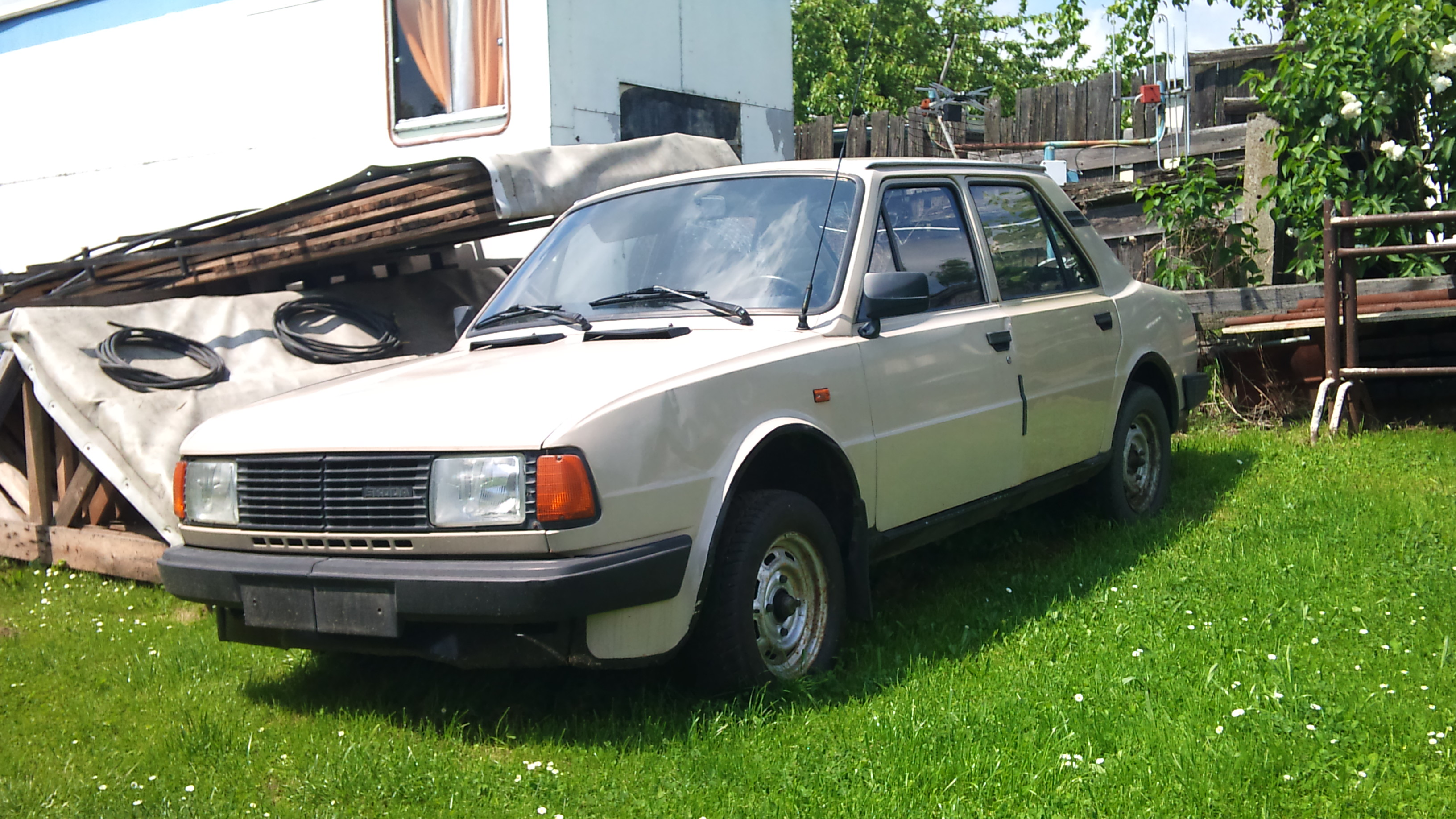
Škoda 120

Škoda, conscient que la solution du moteur arrière est dépassée, étudie des modèles à moteur avant depuis la fin des années 1960. Mais le gouvernement tchécoslovaque refuse d’accorder un budget suffisant à l’usine de Mladá Boleslav et les ingénieurs doivent se contenter de moderniser le procédé existant.
C’est dans ce contexte qu’est présentée en 1976 la nouvelle Škoda type 742 qui existe en version 105 S et L (1 046 cm3, 46 ch), et 120 L et LS (1 174 cm3, 52 et 58 ch). À l’époque, le chrome des pare-chocs est progressivement remplacé par du plastique et les 105/120 n’y échappent pas à partir de 1982. En 1978, puis en 1981, la gamme accueille les 120 GLS et 105 GL, à l’équipement plus complet.
En 1982, le coupé Rapid (appelé Garde sur son marché national) fait son apparition. Il reprend le moteur de la 120 GLS, soit le 1.2 de 58 ch. À la rentrée 1983, les berlines voient leur face avant redessinée, mais pas le coupé.
En 1984, les nouvelles 130 L et GL arrivent avec un « gros » 1300 de 61,5 ch qui sera également monté sur le coupé 130 R.
Si ces modèles arrivent en fin de carrière, Škoda continue à les faire évoluer et propose (uniquement en Allemagne et en Suisse) une version 135 moins polluante (1987), puis une 136 de 64 ch (1988), ces deux modèles étant également déclinés en coupé.
Condamnées par l’arrivée d’une nouvelle compacte à moteur avant, la Favorit, ces voitures devenues anachroniques s’éteignent tout doucement : les 105 et 130 disparaissent en 1988, la 120 en 1989 et les autres versions en 1990. On notera que l’importateur britannique Roger Ludgate a fabriqué des versions cabriolet sur la base de la Rapid. Quelque 300 exemplaires ont vu le jour jusqu’en 1990.

### La révolutionnaire Favorit et le rachat par Volkswagen (1990-2000)

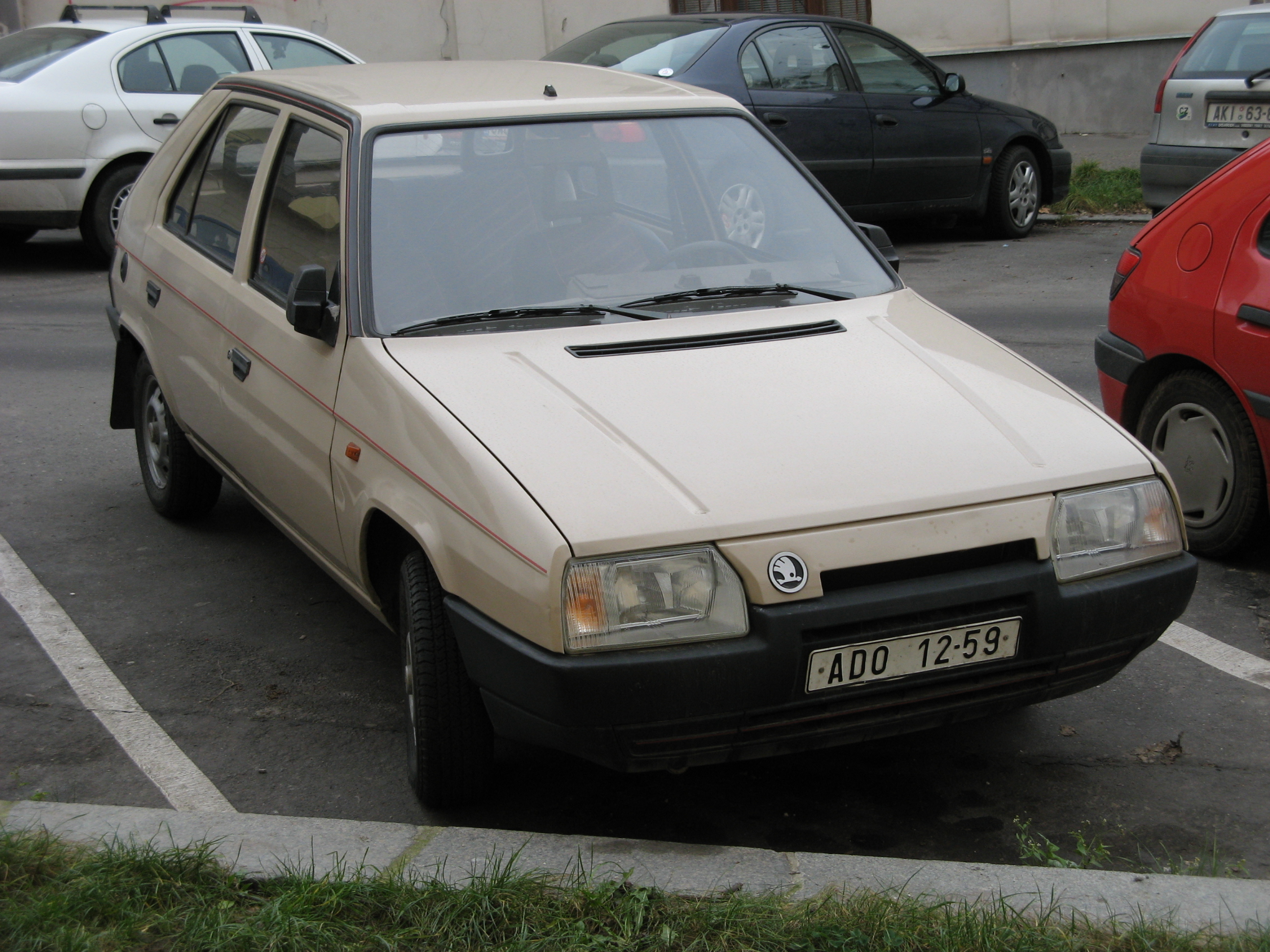
Škoda Favorit 136L

Au début des années 1980, Škoda parvient à avoir l’aval du gouvernement pour la construction d’une « tout-à-l’avant ». C’est la délivrance pour le constructeur tchécoslovaque qui va pouvoir moderniser sa gamme.
En 1983, Škoda fait appel au studio de design Bertone pour les lignes de la voiture et au bureau d’études Porsche (qui avait déjà collaboré avec le soviétique Lada pour la mise au point de la traction avant Samara) pour la réalisation du prototype.
La voiture est présentée en septembre 1988, à la Foire de Brno. Si elle reprend le moteur de la défunte 130, la voiture est, pour le reste, totalement nouvelle : moteur et traction avant, carrosserie 5 portes, confort et amélioration du comportement routier. Une révolution que Škoda n’avait pas connue depuis la 1000 MB de 1964. Bientôt complétée par un break et un pick-up, la Favorit va permettre à Škoda d'augmenter sensiblement ses ventes à l’exportation.
Début 1990, alors que la démocratie s’installe dans le pays, les usines sont privatisées. Or, le développement de la Favorit a vidé les caisses et la santé de l’entreprise n’est pas bonne. Au mois d’août, deux repreneurs éventuels restent en lice : Renault et Volkswagen. C’est finalement l’Allemand qui remportera ce bras de fer, faisant de Škoda la quatrième marque de son groupe le 16 avril 1991. Désormais, l’avenir du constructeur tchèque, qui pourra puiser dans la vaste banque d’organes VW, est assuré.
En 1994, la Favorit est remplacée par la Felicia, première Škoda de l’ère Volkswagen. Elle reprend le nom du petit roadster de 1959. S’il s’agit avant tout d’un profond restylage de la Favorit, la qualité de fabrication progresse. La Felicia sera déclinée en version break, pick-up, et fourgonnette.
En 1996, l’Octavia fait son apparition, c’est une berline de 4,50 m. de long, basée sur une Golf. Son rapport prix/équipement imbattable assure le succès de la seconde génération, sortie en 2004 et rajeunie en 2009.

### Succès grandissant et créativité retrouvée

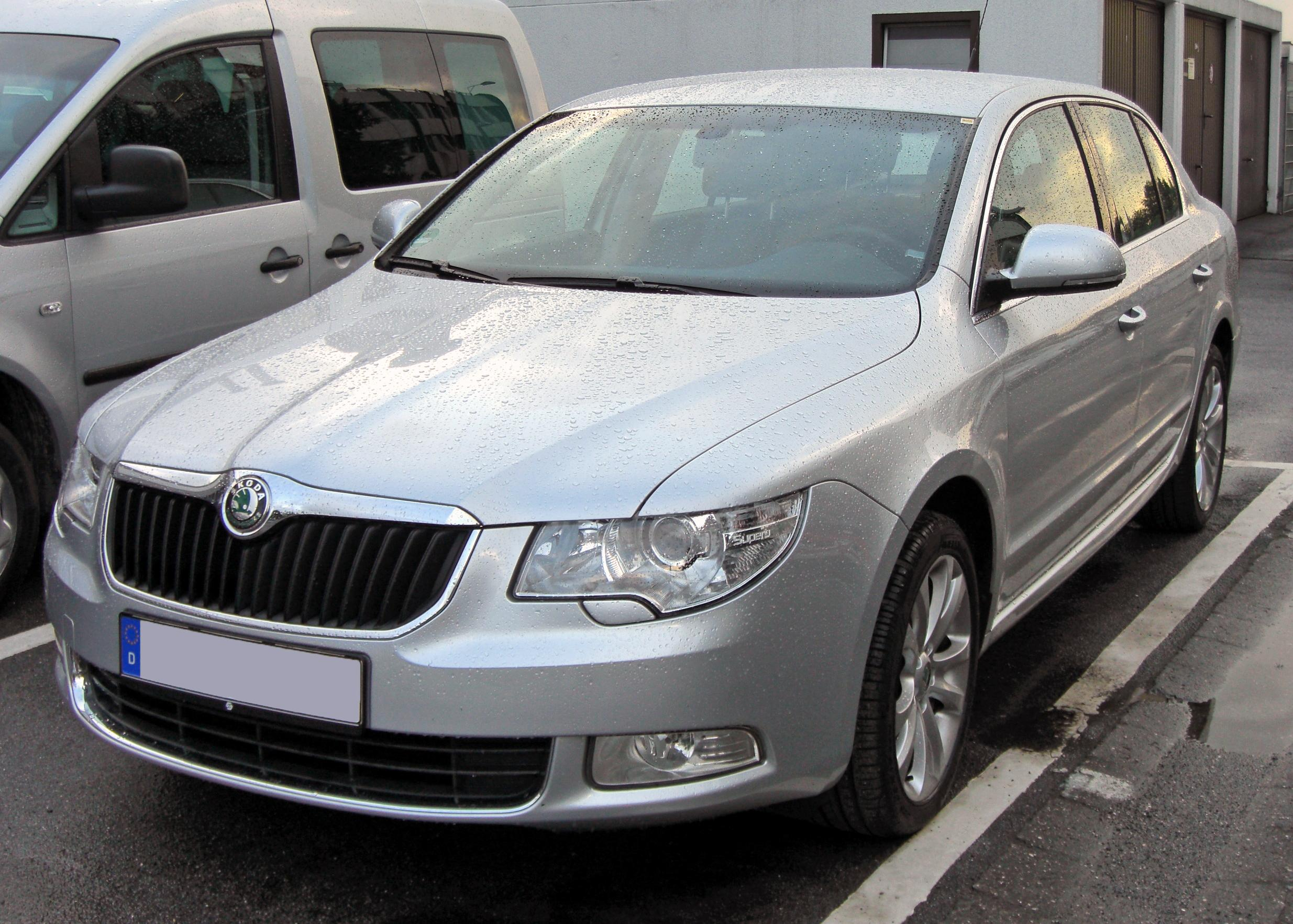
Škoda Superb 2

En 1999, la Felicia cède sa place à la Fabia qui partage sa plate-forme avec la Volkswagen Polo et la Seat Ibiza. Cette année-là, l’importateur français dépasse pour la première fois le cap des 10 000 unités écoulées tandis que son homologue belge franchit les 4 000 immatriculations. Sérieuse, la citadine tchèque est remplacée en mai 2007 par la Fabia 2, au dessin plus expressif.
Pour contrer son image sans cesse associée à des voitures bas de gamme, Škoda réplique en 2001 par la grande Superb, basée sur une Passat. Cette routière revendique l’espace intérieur d’une limousine pour le prix d’une familiale. Son statut de « grosse Octavia » la condamne à sombrer dans l’anonymat jusqu’en 2008 où la deuxième génération ne passe pas inaperçue grâce à ses nombreux équipements de sécurité et son coffre à double ouverture "TwinDoor" : comme une simple malle (à l’image d’un modèle à 4 portes), ou avec un hayon,. Ce système plus tard racheté[réf. nécessaire] par BMW en fera la nouvelle coqueluche des taxis français. En 2006, Škoda présente le Roomster, une sorte de ludospace, le côté utilitaire en moins.
Absent du segment courtisé des SUV, Škoda se rattrape en octobre 2009 lorsque le Yeti sort en concession. Ce petit baroudeur, long de 4,20 m, se veut une alternative aux ténors de la catégorie que sont les Volkswagen Tiguan, Ford Kuga, Peugeot 3008 ou Renault Koleos.
En 2011, Škoda dévoile la citadine Citigo, jumelle des Volkswagen up! et Seat Mii. Concurrente des Renault Twingo et autres Peugeot 107, elle sera disponible sur le marché en 2012.
Bien mal en point à la fin des années 1980, Škoda s’est redressée grâce au soutien de Volkswagen et l’avenir semble un peu plus radieux pour ce constructeur qui bat chaque année ses records de ventes historiques. En 2015, Škoda est une des quatre marques du groupe impliquées dans l'affaire Volkswagen liée au trucage de tests d’émissions polluantes.

### Škoda à l’étranger

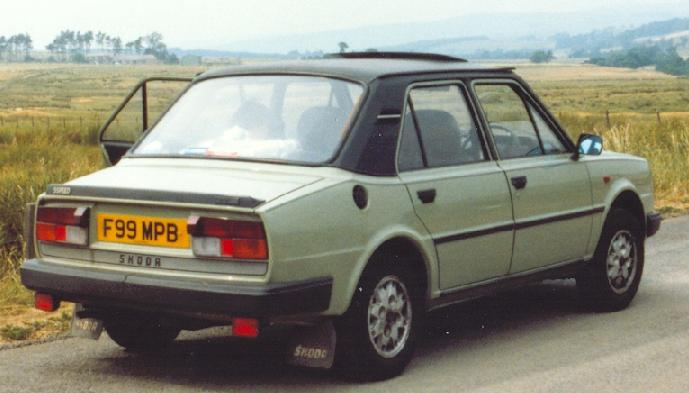
Škoda Estelle britannique.

Comme ses compatriotes Praga, Tatra et Aero, Škoda a vendu la majorité de ses voitures d’avant-guerre sur son marché intérieur.
Mais dès 1946, des importateurs arrivent en Europe, notamment en France (où elles sont importées par Jacques Poch), et en Belgique.
Vers cette même époque, on commence à voir des Škoda sur les salons étrangers ; Paris, Bruxelles, Genève, ou encore Amsterdam.
À partir du début des années 1950, l’usine de Mladá Boleslav produit des versions à conduite à droite, destinées aux marchés britanniques et australiens.
Entre 1957 et 1961, un garage de Los Angeles se charge de la distribution des Octavia et Felicia aux États-Unis, une première pour des voitures « de l’est ».
Conçue pour résister à des climats difficiles, la Škoda 1202 sera appréciée en Afrique et en Amérique du Sud. Une usine de montage turque en assure la production entre 1965 et 1972 et commercialise même une version redessinée jusqu’à la fin des années 1970.
L’Octavia, quant à elle, a été importée au Pakistan par Haroon Industries qui fait appel à l’ingénieur Josef Velebny, travaillant chez Škoda, pour concevoir un utilitaire nommé Skopak, assemblé là-bas à partir de 1970.
En 1966, le même Joseph Velebny réalise à la demande de l’importateur néo-zélandais (où les Octavia et 1000 MB sont assemblées depuis 1964) un petit 4x4 rappelant un Land Rover : le Trekka. Ce dernier est également vendu en Australie, en Indonésie, et aux îles Fidji.
Dans les années 1970, quelques buggys seront construits sur une base Škoda, comme le VF du concessionnaire belge François Vernimmen, le Kirby italien et le type 736 conçu en 1972 par le centre d’apprentissage Škoda.
En 1985, l’importateur britannique (qui importe les 105, 120 et 130 sous le nom de Škoda Estelle) fait réaliser une version cabriolet sur la base du coupé Rapid. Le propriétaire de ce dernier peut faire transformer sa voiture pour 1 306 £, soit près du tiers du prix d’achat de la Rapid… Quelque 300 voitures seront transformées jusqu’en 1990 dont quelques versions « Lux », proposées à partir de 1989.
Depuis le rachat par Volkswagen, Škoda connaît un essor sans précédent sur les marchés européens : en France, la marque a battu sept fois son record de ventes sur la période 2000-2010 et l’importateur belge en a fait de même six fois. En Allemagne, Škoda se bat même avec Renault pour la place de premier importateur. Enfin, en République tchèque, le constructeur national se réserve toujours plus du tiers du marché.

## Production

### Modèles emblématiques

#### 1000 MB

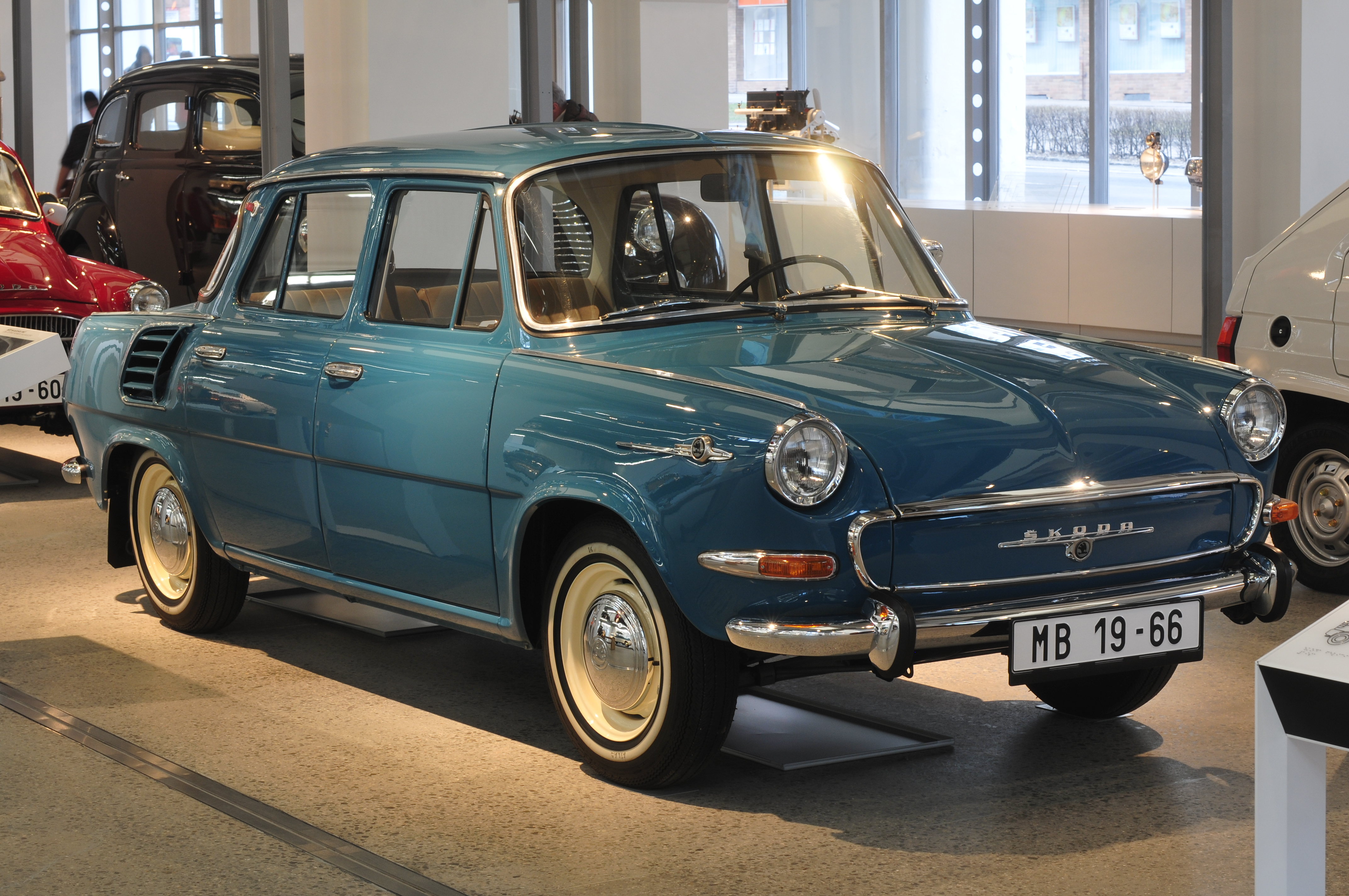
Škoda 1000 MB.

Produite uniquement de 1964 à 1969, la 1000 MB (pour 1 000 cm3 Mlada Boleslav) est issue d'une commande du gouvernement tchécoslovaque d'une voiture populaire. Toutes les solutions sont envisagées — traction, propulsion, moteur avant ou arrière, deux ou quatre portes, refroidissement par air ou par eau, etc. — et les autorités approuvent le projet d’une berline à quatre portes équipée d’un moteur arrière refroidi par eau, dont la ligne se devra d'être agréable. Les ambitions sont élevées pour ce nouveau modèle, imposant la construction d’une nouvelle usine, désormais capable de produire 600 unités par an, contre 120 auparavant.
Cette voiture marque un tournant dans l’histoire du constructeur tchécoslovaque dont elle est le premier modèle à moteur arrière et carrosserie autoportante. Nombreux étant les automobilistes qui entretiennent eux-mêmes leur voiture, Škoda a  simplifié la technique : le vilebrequin n’est ainsi doté que de trois paliers, et la culasse est facilement démontable.

#### 100

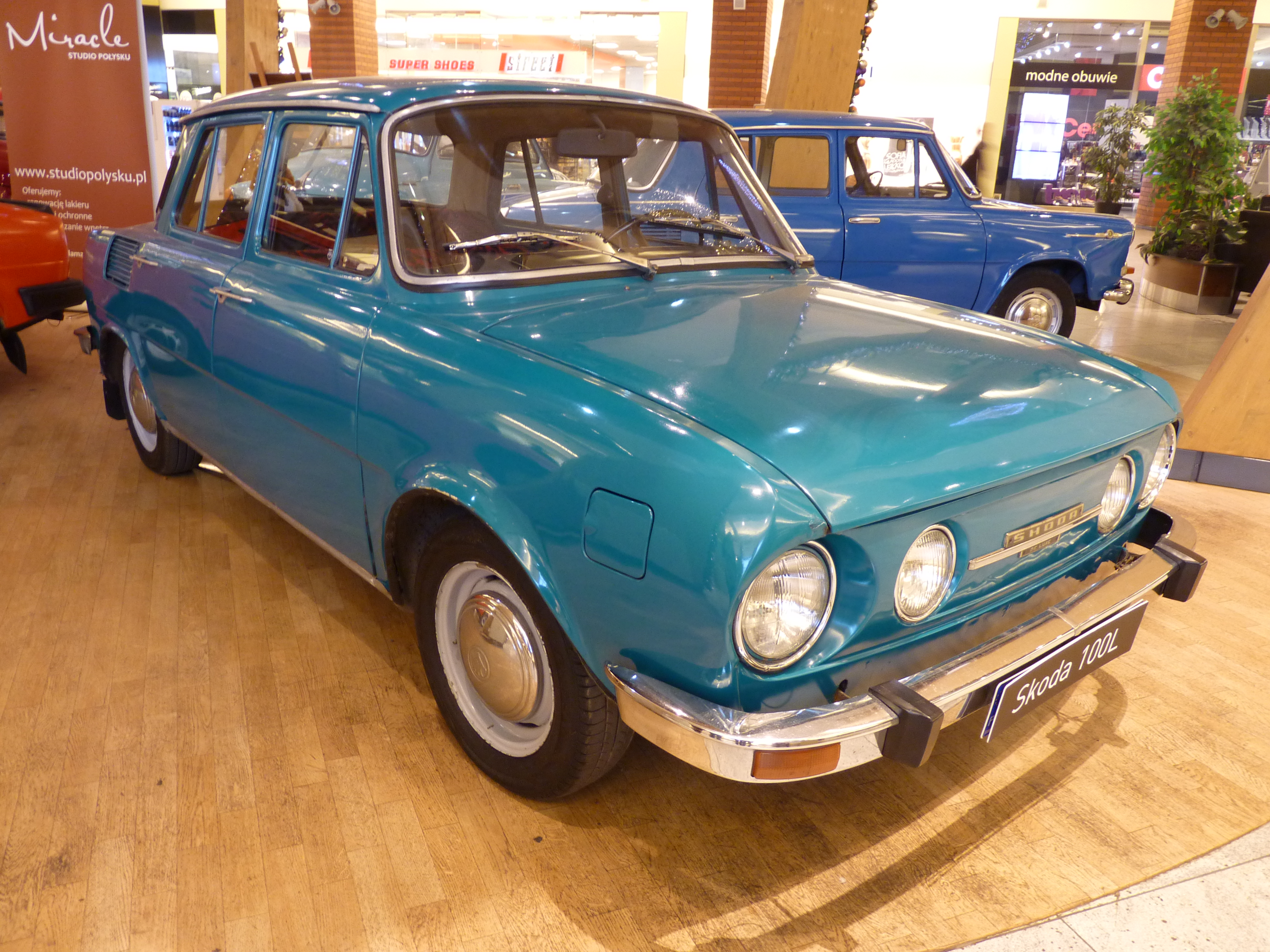
Škoda 100.

Remplaçante de la 1000MB, construite de 1969 à 1977, la 100 est produite à 1 136 913 exemplaires entre 1969 et 1980, faisant de la famille 100/110 la première voiture tchécoslovaque à dépasser le million d’unités. 
Sur la base de la version coupé — 110 R — sont développés plusieurs modèles pour la compétition automobile, les 180 RS, 200 RS puis 130 RS. Produite à environ 200 exemplaires de 1975 à 1980, cette dernière version sera visible sur de nombreux rallyes européens jusqu’en 1984, remportant de nombreuses victoires et places d’honneur.

#### 742

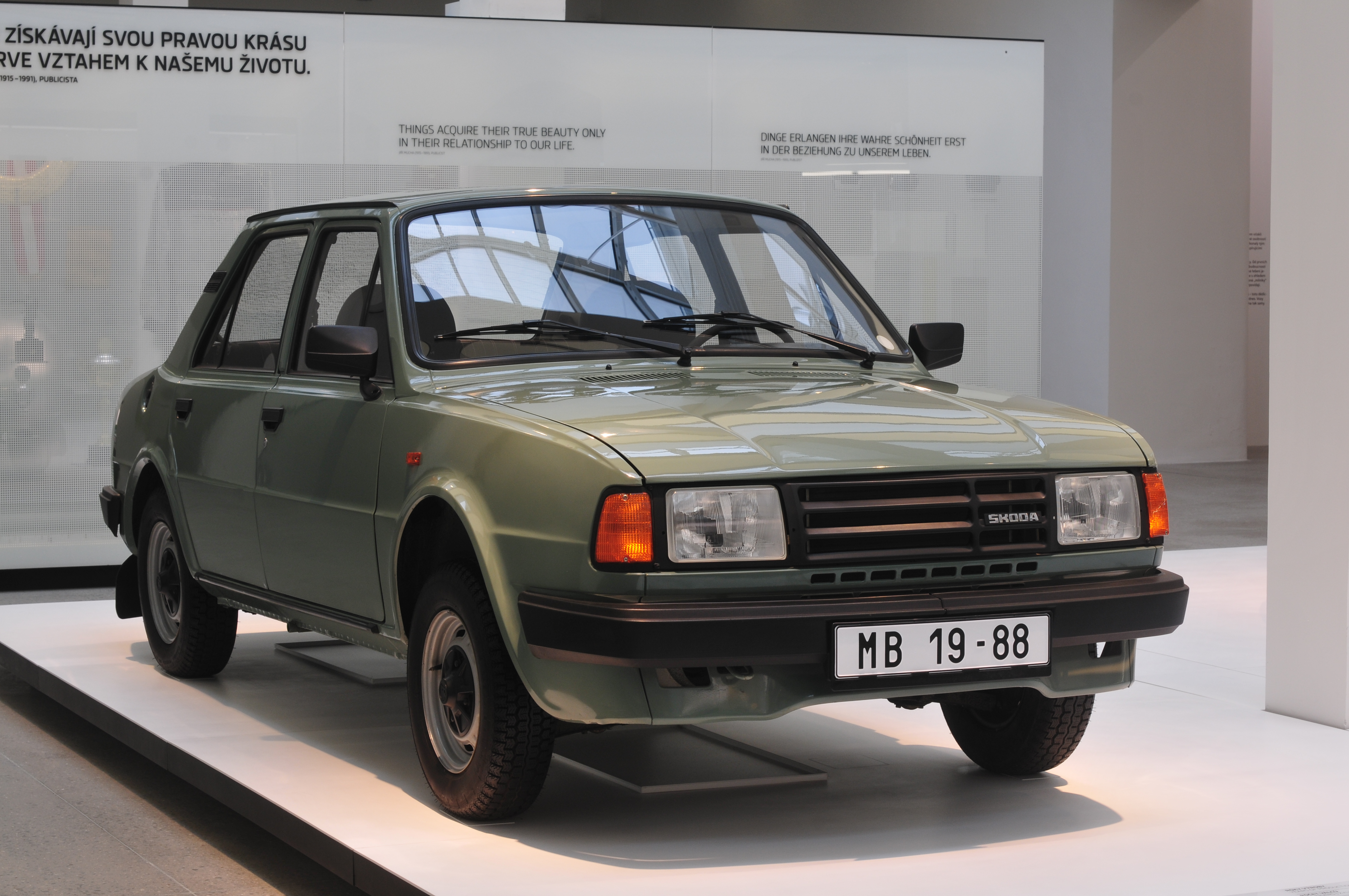
Škoda type 742.

Dernière voiture à moteur arrière proposée par Škoda — les autorités refusent d’accorder les crédits nécessaires au développement d'une traction à moteur avant —, la type 742 est construite de 1976 à 1990. Commercialisée principalement sous les appellations 105, 120 et 130, elle sera produite à près de 2 058 529 exemplaires et sera la dernière Škoda obsolète.

#### Favorit

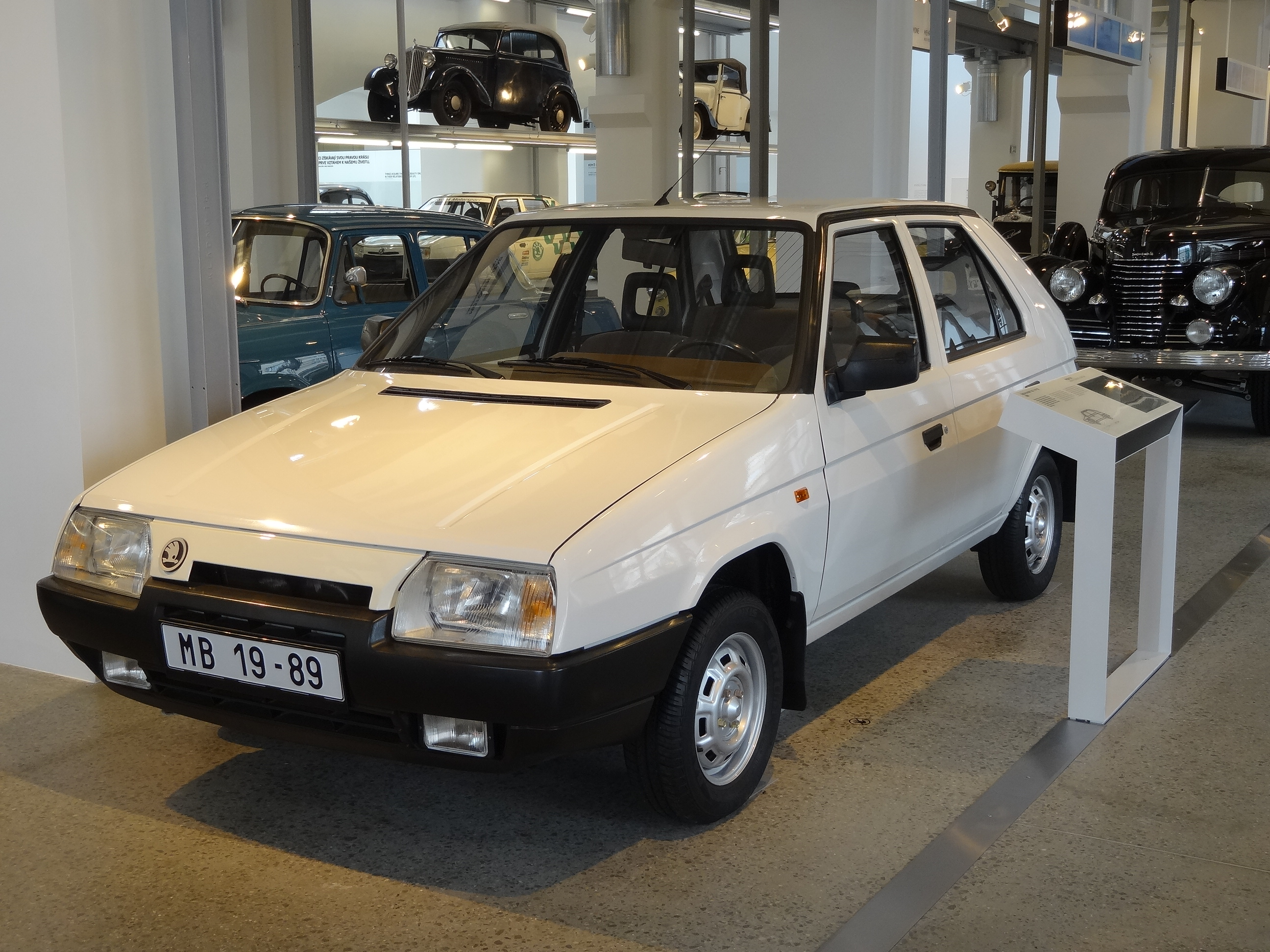
Škoda Favorit.

Sortie en 1987, la Favorit est à bien des égards révolutionnaire : il s'agit en effet de la première voiture traction du constructeur tchécoslovaque, équipée d'un moteur avant. Elle est de surcroit conçue en partenariat avec des entreprises de l’Ouest. Ainsi, Bertone réalise le design et Porsche l'ingénierie et la conception des prototypes. Elle sera produite en berline, break et même pick-up et sera la dernière Škoda conçue avant l'ère Volkswagen.

#### Felicia

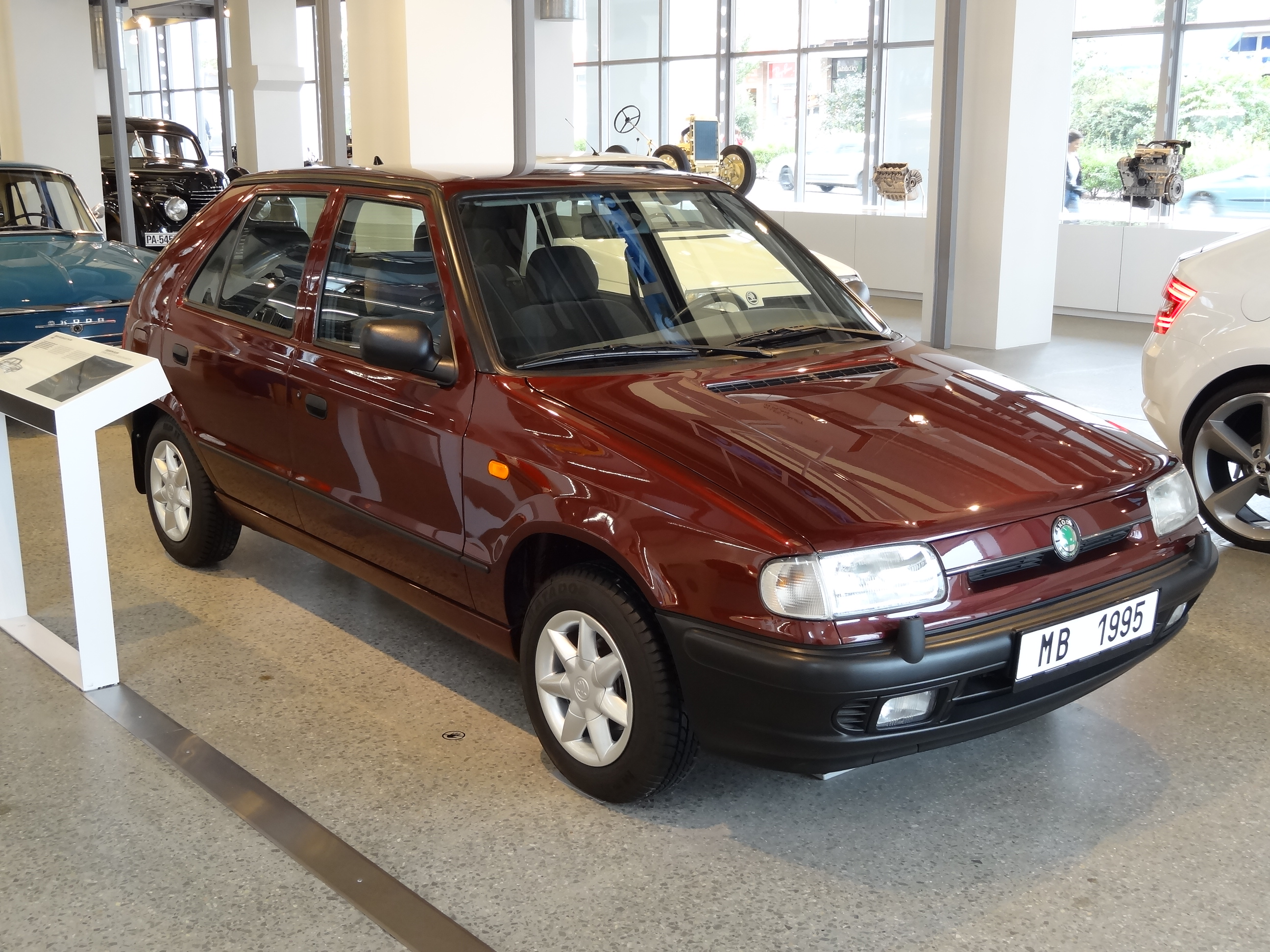
Škoda Felicia.

Le 16 avril 1991, Škoda étant devenu officiellement une marque du groupe Volkswagen, la Felicia est le premier modèle développé sous la direction du constructeur allemand. Cette nouvelle voiture, nommée en référence à un petit roadster produit par la marque au début des années 1960, est présentée en octobre 1994 sur le pont Charles, à Prague.
Importante remise à niveau de la Favorit, la Felicia est produite de 1994 à 2001. Disponible en berline, break, fourgonnette et pick-up, dont une variante de loisirs dite Felicia Fun : uniquement de couleur jaune, extérieure comme intérieure, la Felicia Fun propose une banquette arrière à 2 places qui pour se déplier fait reculer dans la benne la paroi et la vitre arrière de la cellule. La Fun fut produite à 4 000 exemplaires.

### Modèles

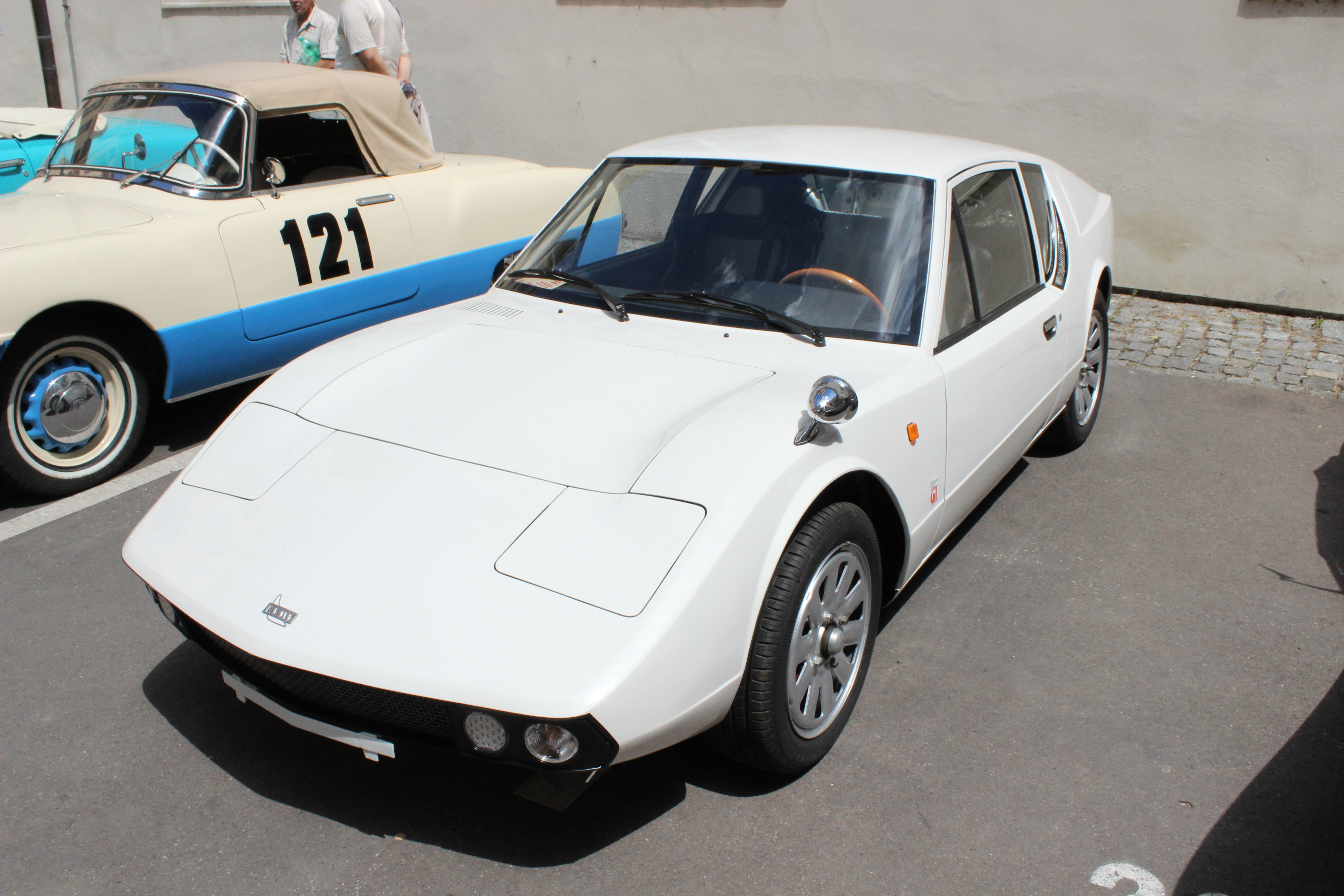
Škoda 1100 GT.
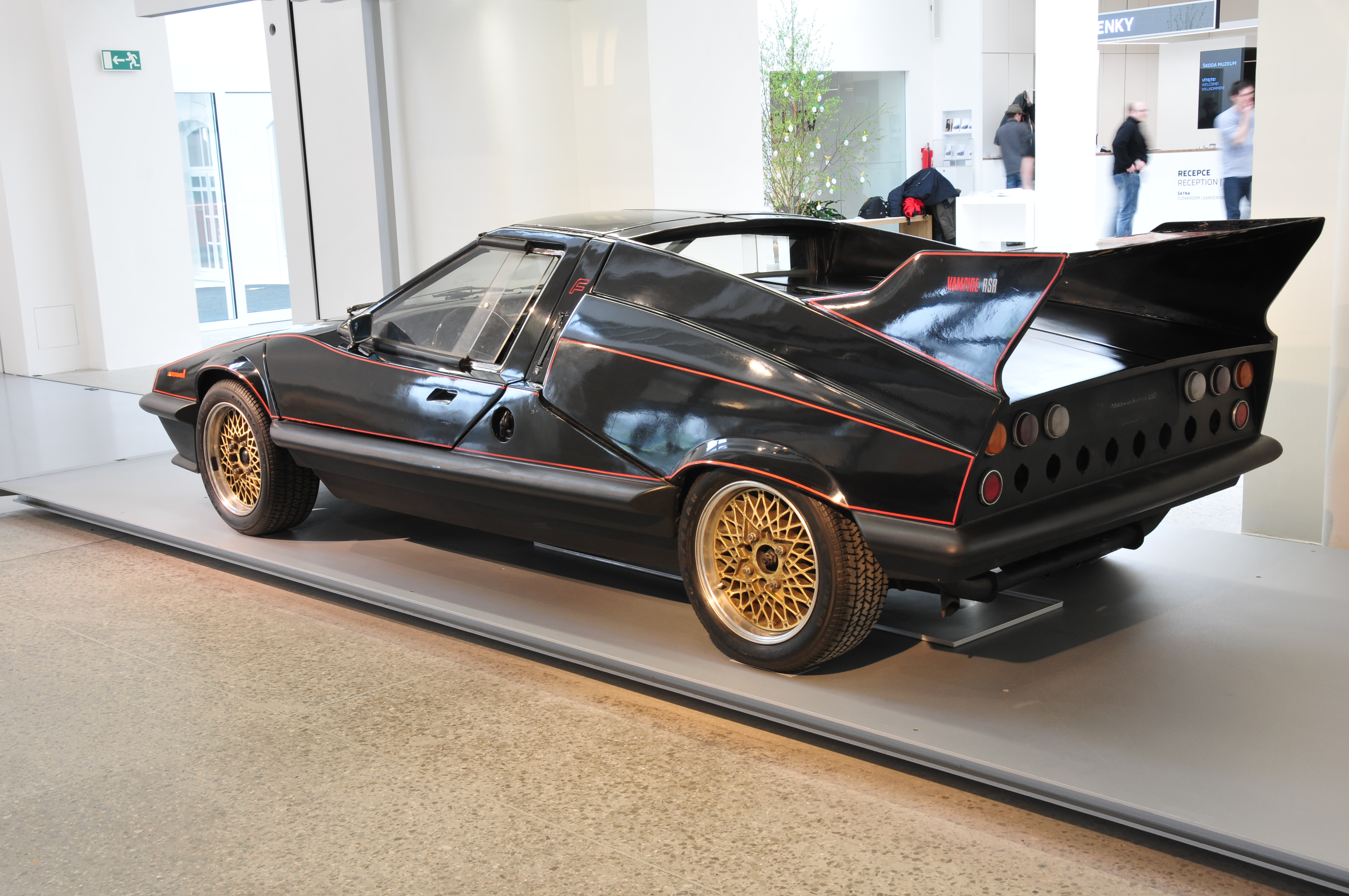
Škoda 110 Super Sport Ferat.
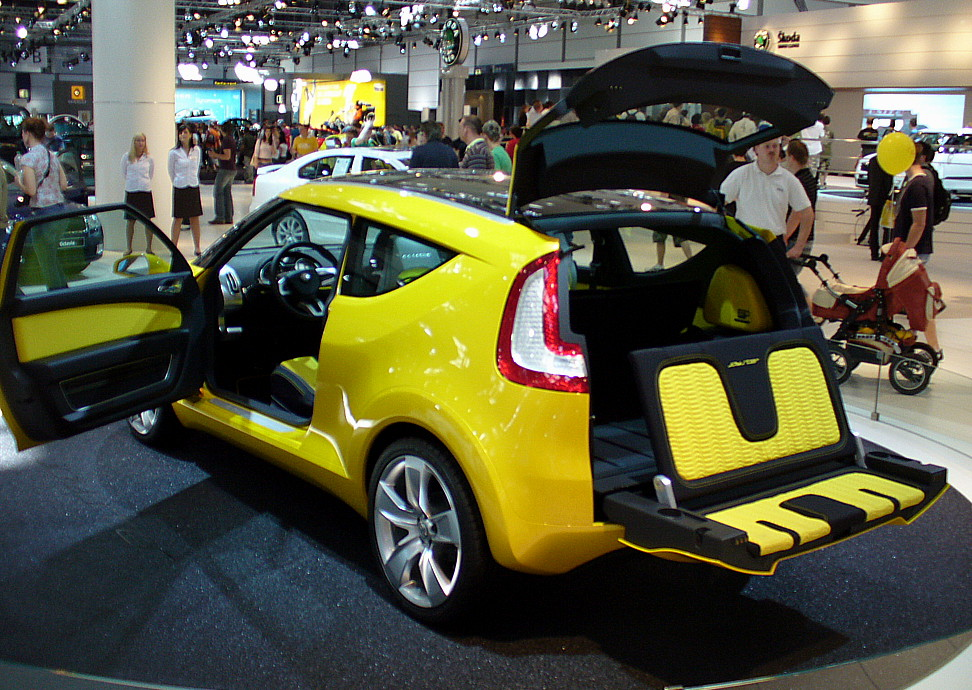
Škoda Joyster.

### Gamme actuelle
- Škoda Fabia IV
- Škoda Scala
- Škoda Slavia
- Škoda Octavia IV
- Škoda Superb IV
- Škoda Kushaq
- Škoda Kylaq (Inde)
- Škoda Kamiq
- Škoda Karoq
- Škoda Kodiaq II
- Škoda Enyaq
- Škoda Epiq
- Škoda Elroq

### Chiffres de vente
En 2014, le constructeur tchèque passe pour la première fois la barre du 1 000 000 d'automobiles vendues dans l'année.
En 2017, le constructeur tchèque célèbre le 15 millionième véhicule vendu sous la marque Škoda. En dix ans, entre 2008 et 2018, Škoda Auto a doublé sa production de véhicules.
| 650 000 |           |           |           |           | 700 000   |           |           |           |           |           |           |           |           |           | 800 000   |           |           |           |           |           |           |           |           |           | 900 000   |           |           |           |           |           |           |           |           |           | 1 000 000 |           |           |           |           |           |           |           |           |           | 1 100 000 |           |           |           |           |           |           |           |           |           | 1 200 000 |           |           |           |           |           |  |  |  |  |  |  |  |  |  |  |  |  |  |  |  |  |  |  |  |  |  |  |  |  |  |
| 2009    | 684 226   | 684 226   | 684 226   |           |           |           |           |           |           |           |           |           |           |           |           |           |           |           |           |           |           |           |           |           |           |           |           |           |           |           |           |           |           |           |           |           |           |           |           |           |           |           |           |           |           |           |           |           |           |           |           |           |           |           |           |           |           |           |           |           |  |  |  |  |  |  |  |  |  |  |  |  |  |  |  |  |  |  |  |  |  |  |  |  |  |
| 2010    | 762 600   | 762 600   | 762 600   | 762 600   | 762 600   | 762 600   | 762 600   | 762 600   | 762 600   | 762 600   | 762 600   |           |           |           |           |           |           |           |           |           |           |           |           |           |           |           |           |           |           |           |           |           |           |           |           |           |           |           |           |           |           |           |           |           |           |           |           |           |           |           |           |           |           |           |           |           |           |           |           |           |  |  |  |  |  |  |  |  |  |  |  |  |  |  |  |  |  |  |  |  |  |  |  |  |  |
| 2011    | 879 300   | 879 300   | 879 300   | 879 300   | 879 300   | 879 300   | 879 300   | 879 300   | 879 300   | 879 300   | 879 300   | 879 300   | 879 300   | 879 300   | 879 300   | 879 300   | 879 300   | 879 300   | 879 300   | 879 300   | 879 300   | 879 300   | 879 300   |           |           |           |           |           |           |           |           |           |           |           |           |           |           |           |           |           |           |           |           |           |           |           |           |           |           |           |           |           |           |           |           |           |           |           |           |           |  |  |  |  |  |  |  |  |  |  |  |  |  |  |  |  |  |  |  |  |  |  |  |  |  |
| 2012    | 939 200   | 939 200   | 939 200   | 939 200   | 939 200   | 939 200   | 939 200   | 939 200   | 939 200   | 939 200   | 939 200   | 939 200   | 939 200   | 939 200   | 939 200   | 939 200   | 939 200   | 939 200   | 939 200   | 939 200   | 939 200   | 939 200   | 939 200   | 939 200   | 939 200   | 939 200   | 939 200   | 939 200   |           |           |           |           |           |           |           |           |           |           |           |           |           |           |           |           |           |           |           |           |           |           |           |           |           |           |           |           |           |           |           |           |  |  |  |  |  |  |  |  |  |  |  |  |  |  |  |  |  |  |  |  |  |  |  |  |  |
| 2013    | 920 800   | 920 800   | 920 800   | 920 800   | 920 800   | 920 800   | 920 800   | 920 800   | 920 800   | 920 800   | 920 800   | 920 800   | 920 800   | 920 800   | 920 800   | 920 800   | 920 800   | 920 800   | 920 800   | 920 800   | 920 800   | 920 800   | 920 800   | 920 800   | 920 800   | 920 800   | 920 800   |           |           |           |           |           |           |           |           |           |           |           |           |           |           |           |           |           |           |           |           |           |           |           |           |           |           |           |           |           |           |           |           |           |  |  |  |  |  |  |  |  |  |  |  |  |  |  |  |  |  |  |  |  |  |  |  |  |  |
| 2014    | 1 037 000 | 1 037 000 | 1 037 000 | 1 037 000 | 1 037 000 | 1 037 000 | 1 037 000 | 1 037 000 | 1 037 000 | 1 037 000 | 1 037 000 | 1 037 000 | 1 037 000 | 1 037 000 | 1 037 000 | 1 037 000 | 1 037 000 | 1 037 000 | 1 037 000 | 1 037 000 | 1 037 000 | 1 037 000 | 1 037 000 | 1 037 000 | 1 037 000 | 1 037 000 | 1 037 000 | 1 037 000 | 1 037 000 | 1 037 000 | 1 037 000 | 1 037 000 | 1 037 000 | 1 037 000 | 1 037 000 | 1 037 000 | 1 037 000 |           |           |           |           |           |           |           |           |           |           |           |           |           |           |           |           |           |           |           |           |           |           |           |  |  |  |  |  |  |  |  |  |  |  |  |  |  |  |  |  |  |  |  |  |  |  |  |  |
| 2015    | 1 055 000 | 1 055 000 | 1 055 000 | 1 055 000 | 1 055 000 | 1 055 000 | 1 055 000 | 1 055 000 | 1 055 000 | 1 055 000 | 1 055 000 | 1 055 000 | 1 055 000 | 1 055 000 | 1 055 000 | 1 055 000 | 1 055 000 | 1 055 000 | 1 055 000 | 1 055 000 | 1 055 000 | 1 055 000 | 1 055 000 | 1 055 000 | 1 055 000 | 1 055 000 | 1 055 000 | 1 055 000 | 1 055 000 | 1 055 000 | 1 055 000 | 1 055 000 | 1 055 000 | 1 055 000 | 1 055 000 | 1 055 000 | 1 055 000 | 1 055 000 | 1 055 000 | 1 055 000 |           |           |           |           |           |           |           |           |           |           |           |           |           |           |           |           |           |           |           |           |  |  |  |  |  |  |  |  |  |  |  |  |  |  |  |  |  |  |  |  |  |  |  |  |  |
| 2016    | 1 126 500 | 1 126 500 | 1 126 500 | 1 126 500 | 1 126 500 | 1 126 500 | 1 126 500 | 1 126 500 | 1 126 500 | 1 126 500 | 1 126 500 | 1 126 500 | 1 126 500 | 1 126 500 | 1 126 500 | 1 126 500 | 1 126 500 | 1 126 500 | 1 126 500 | 1 126 500 | 1 126 500 | 1 126 500 | 1 126 500 | 1 126 500 | 1 126 500 | 1 126 500 | 1 126 500 | 1 126 500 | 1 126 500 | 1 126 500 | 1 126 500 | 1 126 500 | 1 126 500 | 1 126 500 | 1 126 500 | 1 126 500 | 1 126 500 | 1 126 500 | 1 126 500 | 1 126 500 | 1 126 500 | 1 126 500 | 1 126 500 | 1 126 500 | 1 126 500 | 1 126 500 | 1 126 500 |           |           |           |           |           |           |           |           |           |           |           |           |           |  |  |  |  |  |  |  |  |  |  |  |  |  |  |  |  |  |  |  |  |  |  |  |  |  |
| 2017    | 1 201 000 | 1 201 000 | 1 201 000 | 1 201 000 | 1 201 000 | 1 201 000 | 1 201 000 | 1 201 000 | 1 201 000 | 1 201 000 | 1 201 000 | 1 201 000 | 1 201 000 | 1 201 000 | 1 201 000 | 1 201 000 | 1 201 000 | 1 201 000 | 1 201 000 | 1 201 000 | 1 201 000 | 1 201 000 | 1 201 000 | 1 201 000 | 1 201 000 | 1 201 000 | 1 201 000 | 1 201 000 | 1 201 000 | 1 201 000 | 1 201 000 | 1 201 000 | 1 201 000 | 1 201 000 | 1 201 000 | 1 201 000 | 1 201 000 | 1 201 000 | 1 201 000 | 1 201 000 | 1 201 000 | 1 201 000 | 1 201 000 | 1 201 000 | 1 201 000 | 1 201 000 | 1 201 000 | 1 201 000 | 1 201 000 | 1 201 000 | 1 201 000 | 1 201 000 | 1 201 000 | 1 201 000 | 1 201 000 |           |           |           |           |           |  |  |  |  |  |  |  |  |  |  |  |  |  |  |  |  |  |  |  |  |  |  |  |  |  |
| 2018    | 1 253 700 | 1 253 700 | 1 253 700 | 1 253 700 | 1 253 700 | 1 253 700 | 1 253 700 | 1 253 700 | 1 253 700 | 1 253 700 | 1 253 700 | 1 253 700 | 1 253 700 | 1 253 700 | 1 253 700 | 1 253 700 | 1 253 700 | 1 253 700 | 1 253 700 | 1 253 700 | 1 253 700 | 1 253 700 | 1 253 700 | 1 253 700 | 1 253 700 | 1 253 700 | 1 253 700 | 1 253 700 | 1 253 700 | 1 253 700 | 1 253 700 | 1 253 700 | 1 253 700 | 1 253 700 | 1 253 700 | 1 253 700 | 1 253 700 | 1 253 700 | 1 253 700 | 1 253 700 | 1 253 700 | 1 253 700 | 1 253 700 | 1 253 700 | 1 253 700 | 1 253 700 | 1 253 700 | 1 253 700 | 1 253 700 | 1 253 700 | 1 253 700 | 1 253 700 | 1 253 700 | 1 253 700 | 1 253 700 | 1 253 700 | 1 253 700 | 1 253 700 | 1 253 700 | 1 253 700 |  |  |  |  |  |  |  |  |  |  |  |  |  |  |  |  |  |  |  |  |  |  |  |  |  |
| 2019    | 1 242 800 | 1 242 800 | 1 242 800 | 1 242 800 | 1 242 800 | 1 242 800 | 1 242 800 | 1 242 800 | 1 242 800 | 1 242 800 | 1 242 800 | 1 242 800 | 1 242 800 | 1 242 800 | 1 242 800 | 1 242 800 | 1 242 800 | 1 242 800 | 1 242 800 | 1 242 800 | 1 242 800 | 1 242 800 | 1 242 800 | 1 242 800 | 1 242 800 | 1 242 800 | 1 242 800 | 1 242 800 | 1 242 800 | 1 242 800 | 1 242 800 | 1 242 800 | 1 242 800 | 1 242 800 | 1 242 800 | 1 242 800 | 1 242 800 | 1 242 800 | 1 242 800 | 1 242 800 | 1 242 800 | 1 242 800 | 1 242 800 | 1 242 800 | 1 242 800 | 1 242 800 | 1 242 800 | 1 242 800 | 1 242 800 | 1 242 800 | 1 242 800 | 1 242 800 | 1 242 800 | 1 242 800 | 1 242 800 | 1 242 800 | 1 242 800 | 1 242 800 | 1 242 800 |           |  |  |  |  |  |  |  |  |  |  |  |  |  |  |  |  |  |  |  |  |  |  |  |  |  |
| 2020    | 1 004 800 | 1 004 800 | 1 004 800 | 1 004 800 | 1 004 800 | 1 004 800 | 1 004 800 | 1 004 800 | 1 004 800 | 1 004 800 | 1 004 800 | 1 004 800 | 1 004 800 | 1 004 800 | 1 004 800 | 1 004 800 | 1 004 800 | 1 004 800 | 1 004 800 | 1 004 800 | 1 004 800 | 1 004 800 | 1 004 800 | 1 004 800 | 1 004 800 | 1 004 800 | 1 004 800 | 1 004 800 | 1 004 800 | 1 004 800 | 1 004 800 | 1 004 800 | 1 004 800 | 1 004 800 | 1 004 800 |           |           |           |           |           |           |           |           |           |           |           |           |           |           |           |           |           |           |           |           |           |           |           |           |           |  |  |  |  |  |  |  |  |  |  |  |  |  |  |  |  |  |  |  |  |  |  |  |  |  |
| 2021    | 878 200   | 878 200   | 878 200   | 878 200   | 878 200   | 878 200   | 878 200   | 878 200   | 878 200   | 878 200   | 878 200   | 878 200   | 878 200   | 878 200   | 878 200   | 878 200   | 878 200   | 878 200   | 878 200   | 878 200   | 878 200   | 878 200   | 878 200   |           |           |           |           |           |           |           |           |           |           |           |           |           |           |           |           |           |           |           |           |           |           |           |           |           |           |           |           |           |           |           |           |           |           |           |           |           |  |  |  |  |  |  |  |  |  |  |  |  |  |  |  |  |  |  |  |  |  |  |  |  |  |
| 2022    | 731 300   | 731 300   | 731 300   | 731 300   | 731 300   | 731 300   | 731 300   | 731 300   | 731 300   |           |           |           |           |           |           |           |           |           |           |           |           |           |           |           |           |           |           |           |           |           |           |           |           |           |           |           |           |           |           |           |           |           |           |           |           |           |           |           |           |           |           |           |           |           |           |           |           |           |           |           |  |  |  |  |  |  |  |  |  |  |  |  |  |  |  |  |  |  |  |  |  |  |  |  |  |
| 2023    | 866 800   | 866 800   | 866 800   | 866 800   | 866 800   | 866 800   | 866 800   | 866 800   | 866 800   | 866 800   | 866 800   | 866 800   | 866 800   | 866 800   | 866 800   | 866 800   | 866 800   | 866 800   | 866 800   | 866 800   | 866 800   | 866 800   |           |           |           |           |           |           |           |           |           |           |           |           |           |           |           |           |           |           |           |           |           |           |           |           |           |           |           |           |           |           |           |           |           |           |           |           |           |           |  |  |  |  |  |  |  |  |  |  |  |  |  |  |  |  |  |  |  |  |  |  |  |  |  |

## Image et communication

### Dénomination commerciale
L'entreprise est créée en 1895 par Václav Laurin et Václav Klement sous le nom Laurin & Klement, mais les cycles et motocycles produits sont vendus sous l'appellation commerciale Slavia. En 1905, l'arrivée de la première automobile — la voiturette A — marque le début de l'utilisation commerciale du nom Laurin & Klement. Il faut ensuite attendre 1926 pour voir la première voiture utilisant le nom Škoda, après le rachat en 1925 du constructeur par Emil Škoda.

### Identité visuelle

Logotype utilisé de 2011 à 2022 représentant la « flèche ailée », symbole emblématique du constructeur, associé à un lettrage où le caron est bien marqué.

Le symbole de la marque est une « flèche ailée » dont l'origine est incertaine. L'explication la plus commune est celle d'une flèche surmontée du visage stylisé d'un autochtone d'Amérique portant une coiffe à cinq plumes, dont le créateur serait Tomáš Maglič, directeur commercial de l'entreprise durant les années 1920.
Historiquement, le premier logo est celui de Slavia, fabricant de vélos et motos de Mladá Boleslav : une roue entourée de 
feuilles de tilleul représente les nations slaves ; les noms de Laurin & Klement, fondateurs de la société, sont ajoutés ultérieurement. À partir de 1905, l'entreprise prend le nom de Laurin & Klement et le logo de la nouvelle entreprise est inspiré du style Art nouveau où les initiales des fondateurs s'entremêlent à une couronne de laurier.
En 1926, après que la marque a été renommée Škoda, le logo change une nouvelle fois mais reste constitué du nom entouré de lauriers tandis que la fameuse « flèche ailée » est arborée par les véhicules de la marque en guise de mascotte de bouchon de radiateur, avant de devenir à partir de 1933 le logotype officiel du constructeur. Il connaitra peu d'évolutions au cours des années.
À la suite du rachat de l'entreprise par le groupe Volkswagen, le logo est légèrement modifié à l'occasion du lancement de la nouvelle Felicia à la fin de l'année 1994 : cerclé de noir, il arbore dorénavant une « flèche ailée » verte sous laquelle apparaissent des feuilles de laurier, vertes également. Ces dernières disparaitront dès 1999, remplacées par le mot « Auto » complétant le nom de la marque. Il est modernisé une dernière fois en 2011 : cerclé de gris, il est expurgé des mots « Škoda Auto ». Le logo est modifié à compter de 2023 : il est uniformisé sous la forme d'un aplat vert foncé, accompagné du nom Škoda dont le caron disparait partiellement en étant discrètement intégré au S initial.

Logo de 1895 à 1905 (Slavia).
Logo de 1905 à 1925 (Laurin & Klement).
Logo de 1926 à 1933.
Logo de 1933 à 1995.
Logo de 1995 à 1999.
Logo de 1999 à 2011.
Logo de 2011 à 2022.

### Compétition

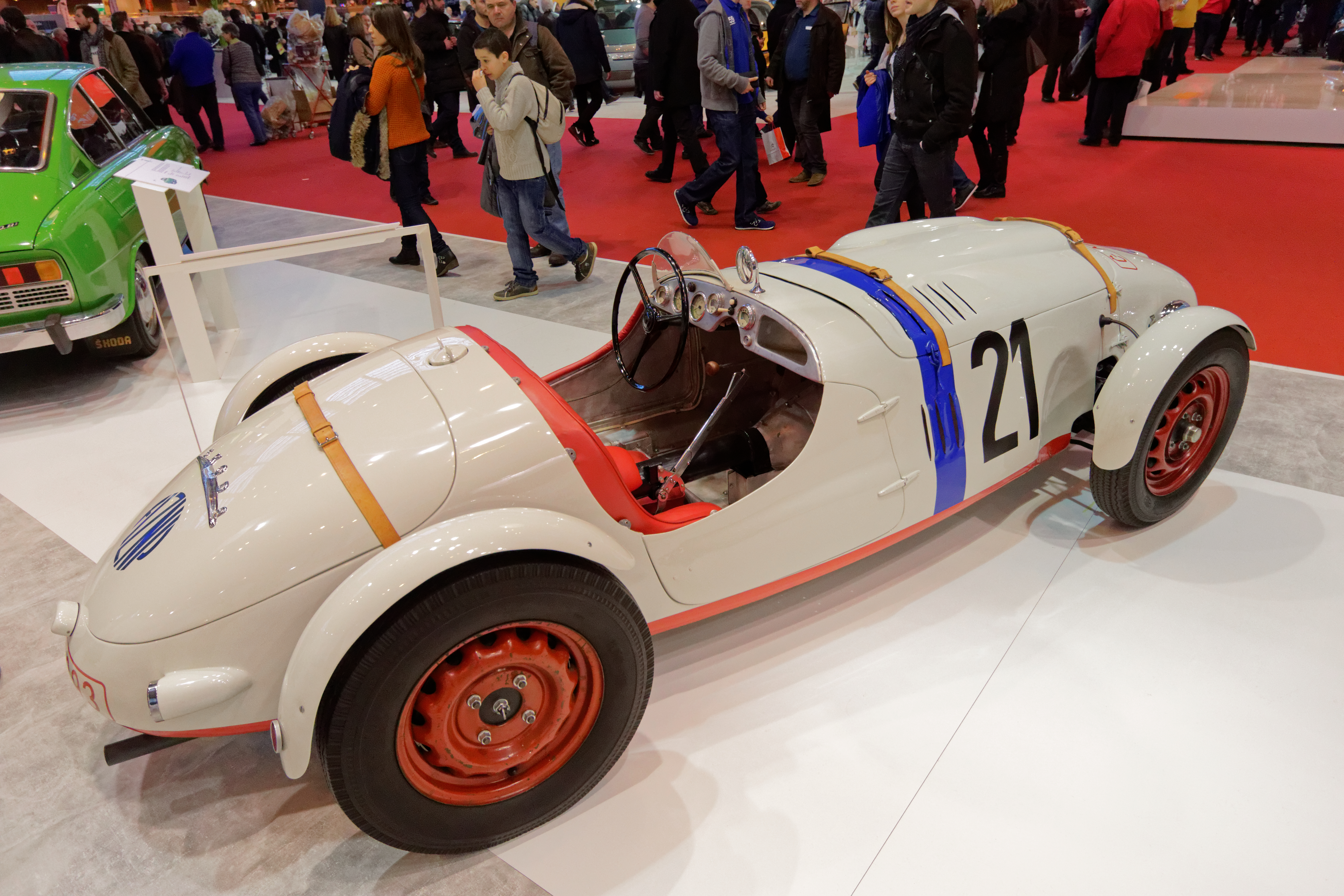
Une Škoda 966 Supersport de 1950.

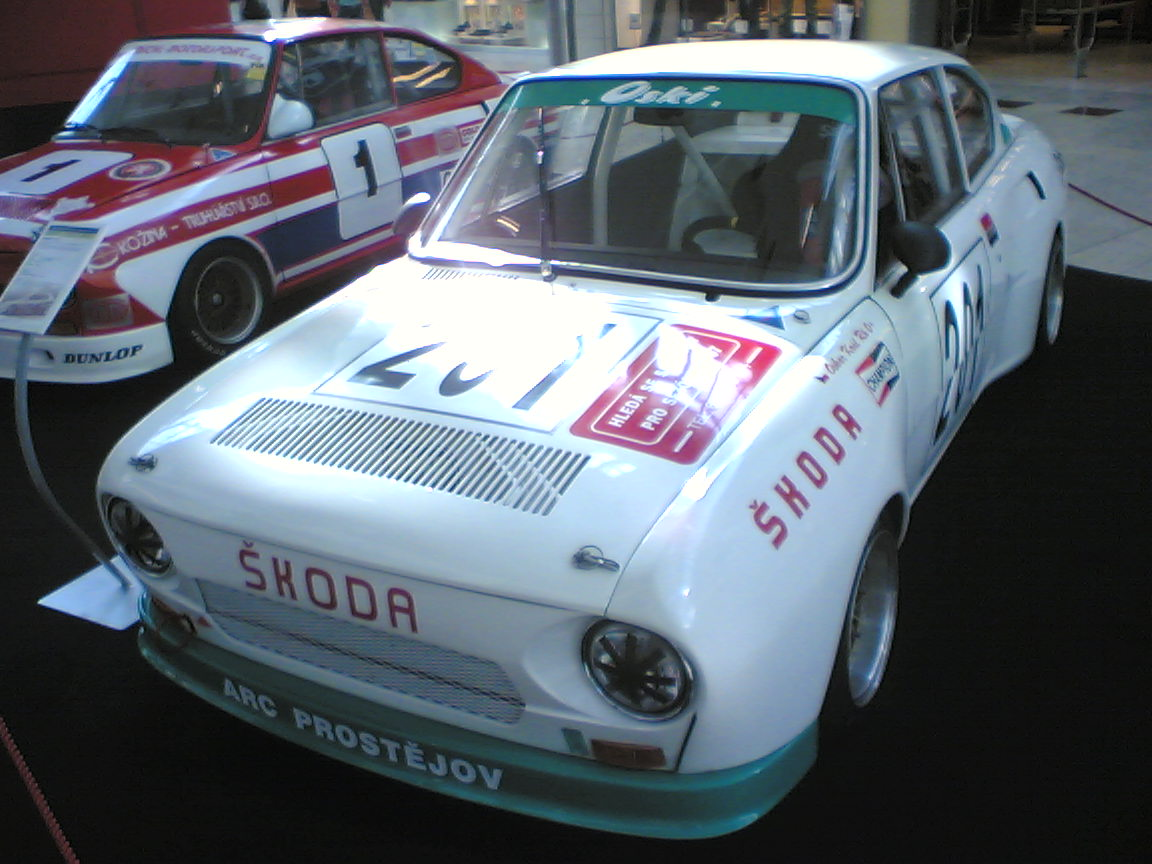
Škoda 130 RS.

Réticent dans les années 1930, Škoda finit par s’engager en sport automobile à la fin des années 1940, notamment grâce aux 1101 et 1102. Son premier fait d’armes remonte à 1948 lorsque trois 1101 Tudor de série terminent groupées les 24 Heures de Francorchamps à plus de 82 km/h de moyenne.
Après quelques résultats positifs au rallye des Tulipes et au rallye de Monte-Carlo, Škoda décide de mettre au point une barquette 1102 Sport (rappelant les Tatraplan Sport du compatriote Tatra), qui sera notamment engagée aux 24 Heures du Mans 1950.
Quelques années plus tard, Škoda récidive avec l’Octavia qui brille notamment au Rallye Wartburg, au Raid Polski et au Rallye de Monte-Carlo (en 1961, les finlandais Keinanen et Eklund remportent leur catégorie et le premier récidivera l’année suivante, associé à son compatriote Vainsila).
L’âge d’or des Škoda en rallye débute réellement en 1974 avec les coupés 180 RS (154 ch) et 200 RS (163 ch), dérivés de la paisible 110 R. Ces deux monstres capables d’atteindre 210 km/h serviront de base à la fabuleuse 130 RS qui sera fabriquée à près de 200 exemplaires entre 1975 et 1980.
Prometteuse dès sa première sortie sur le circuit de Brno, la remplaçante de la 120S remportera nombre de victoires prestigieuses dans une multitude de rallyes internationaux.
De 1984 à 1988, la présence des Škoda en rallye sera assurée par la 130 LR. S’il remporte quelques victoires intéressantes, ce méchant coupé de 129 ch n’aura jamais le palmarès de son aînée, la 130 RS.
En 1994, Škoda Motorsport engage deux Favorit en Championnat du Monde des Rallyes, avec pour meilleurs résultats une 8e et une 9e place.
Arrivée en 1995, la Felicia Kit Car se distinguera notamment l’année suivante, avec une troisième place en catégorie F2 du Championnat du monde des rallyes. À la lutte avec les Seat pendant toute la saison, les Škoda ont malheureusement perdu toute chance de victoire dans le dernier rallye. Sur les 48 exemplaires fabriqués, quelques-uns sont encore en activité.
L’Octavia Kit Car fait son apparition en 1997, au Rallye de Sardaigne. Elle enchaînera les places d’honneur jusqu’en 2003, mais sans jamais briller vraiment.
La petite Fabia arrive à la mi-2003 sur le Championnat du monde des rallyes. Si les deux premières saisons sont décevantes, les pilotes officiels de l’écurie Red Bull Škoda afficheront des résultats plus satisfaisants par la suite, notamment au Rallye de Catalogne 2006 et au Rallye d'Allemagne en 2007.
En 2009, Škoda engage une Fabia S2000 en IRC, avec pour pilotes le tchèque Jan Kopecký (vainqueur notamment des Rallyes de Barum et des Asturies en 2009 et du Rallye des Canaries en 2010), le finlandais Juho Hänninen (vainqueur du Rallye de Russie en 2009 et des Rallyes d’Argentine et de Sardaigne en 2010), et le français Nicolas Vouilloz.

### Partenariats

#### Cyclisme
Škoda Auto est partenaire du Tour de France cycliste depuis 2004, après un accord passé avec ASO, l’organisateur du Tour. Entre 2004 et 2015, la marque sponsorise le maillot blanc du meilleur jeune. Depuis 2015, elle sponsorise le maillot vert du classement par points. En 2023, ce dernier change d'ailleurs de teinte de vert pour correspondre à la nouvelle charte graphique de Škoda. C'est également depuis 2004 la marque officielle des véhicules du staff du Tour de France.
Škoda sponsorise également les équipes cyclistes professionnelles Cofidis, Groupama-FDJ, Euskaltel-Euskadi, Jumbo-Visma et Lotto Dstny. En 2016, elle lance sa propre équipe, la Team Skoda,. 

## Pour approfondir